# 虎门广场

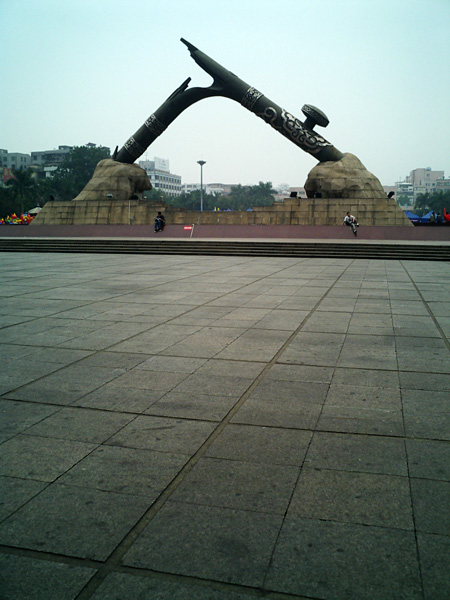

虎門广場位於中国广东省東莞市虎門鎮的中心，竣工於1997年。
虎門广場的西北面是虎门镇人民政府的所在地；东北面有数家大型银行如：中国银行、中国工商银行等；东南面是广场花园。西南面是海富华庭高层住宅和虎门大市场，海鲜批发市场，离著名的富民时装批发城只有几百米的距离。
2011年9月，羊城晚报《新快报》对虎门广场的升级改造进行连续报道，虎门镇政府为此并发布新闻。

## 腳注
1. ↑  叶毅贤. . 第A18版：珠三角新闻 (“金羊网——新快报”). 2011-09-10  [2012-02-25]. （原始内容存档于2011-09-10）. 虎门镇政府…出示除地质勘探报告之外的相关批文、公示等材料，表明虎门广场升级改造以及人防工程项目是经东莞市政府批准的工程